# Platte (Essgeschirr)

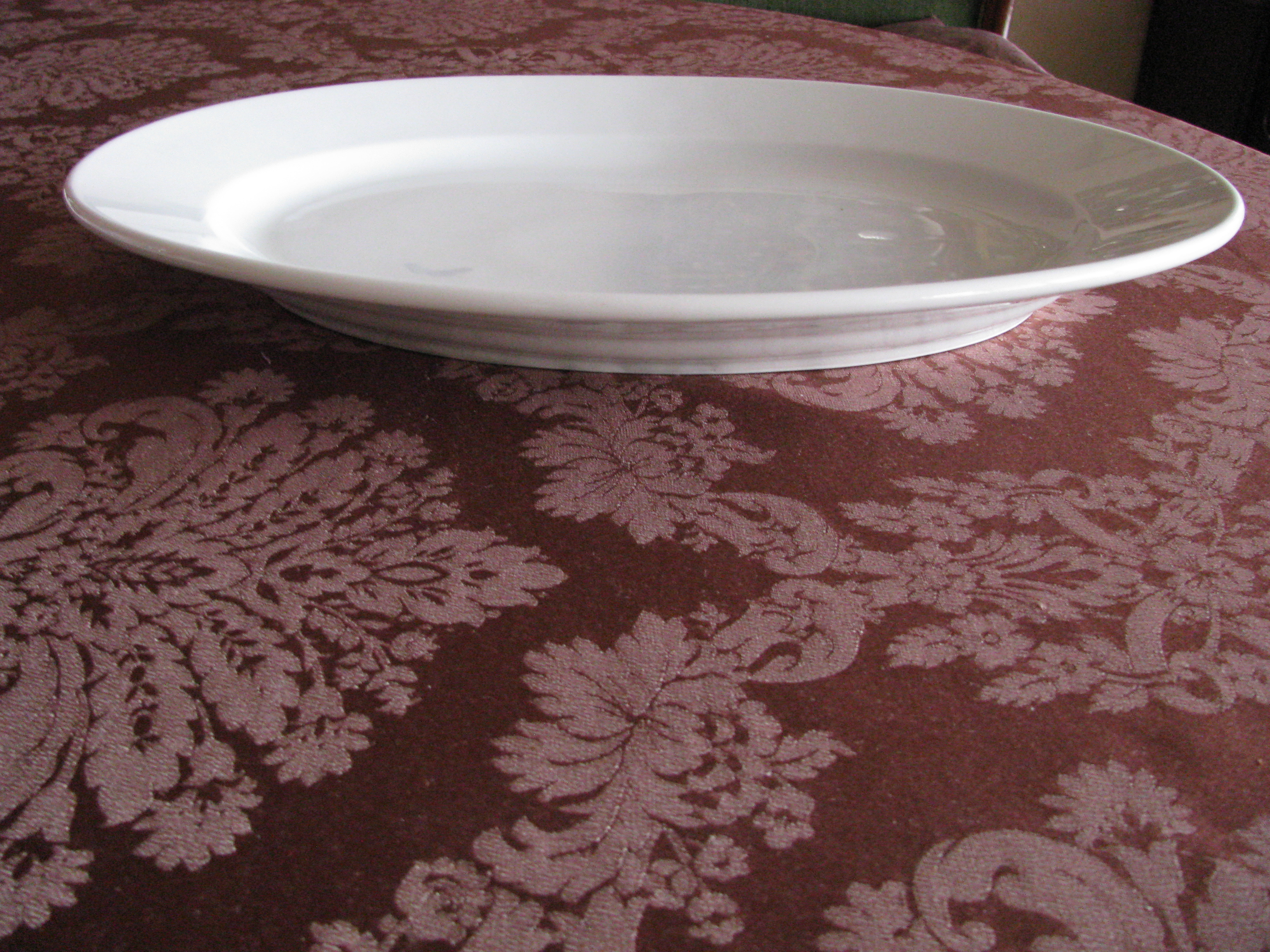
Servierplatte

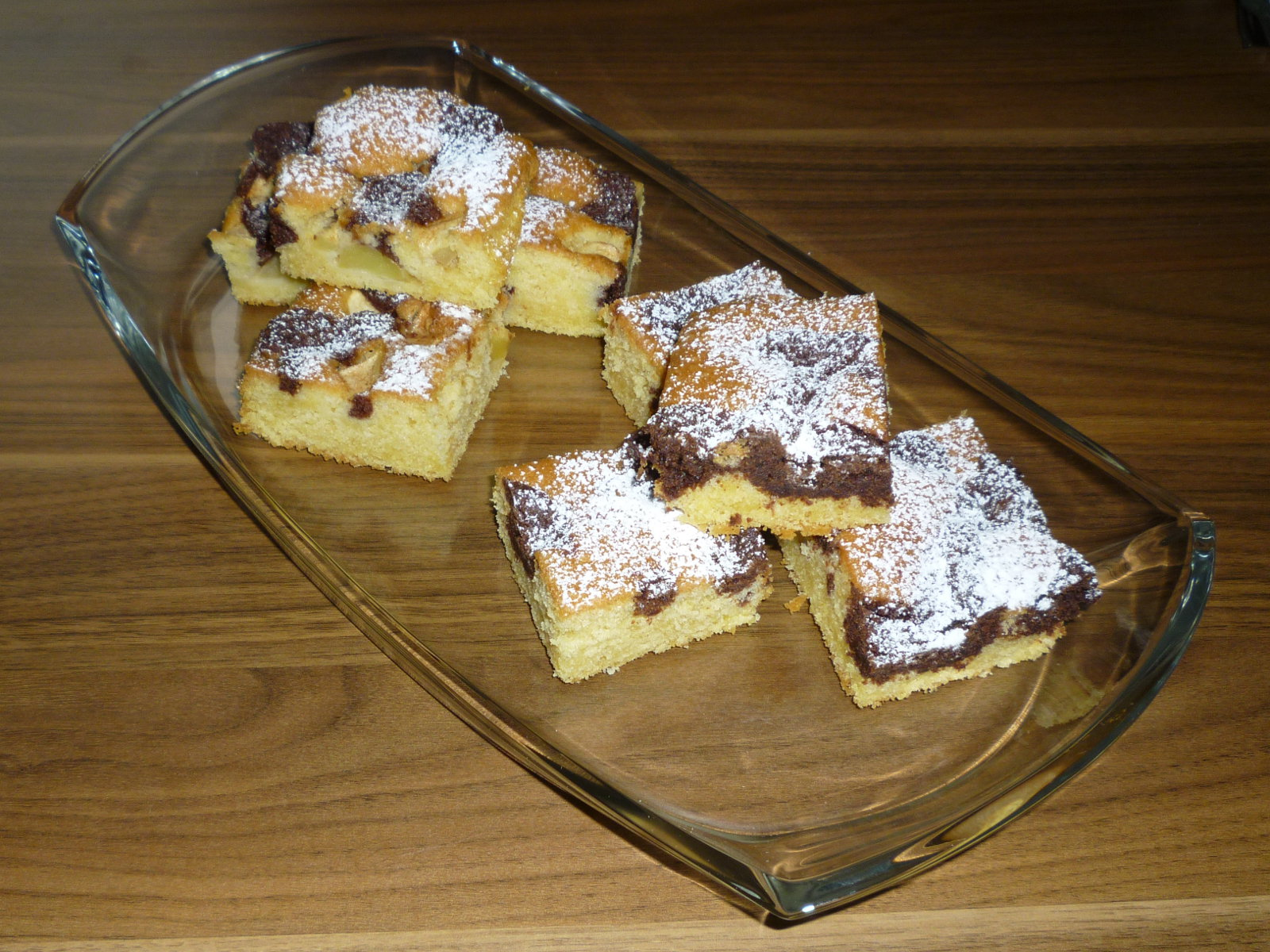
Wolkenkuchen auf einer Servierplatte

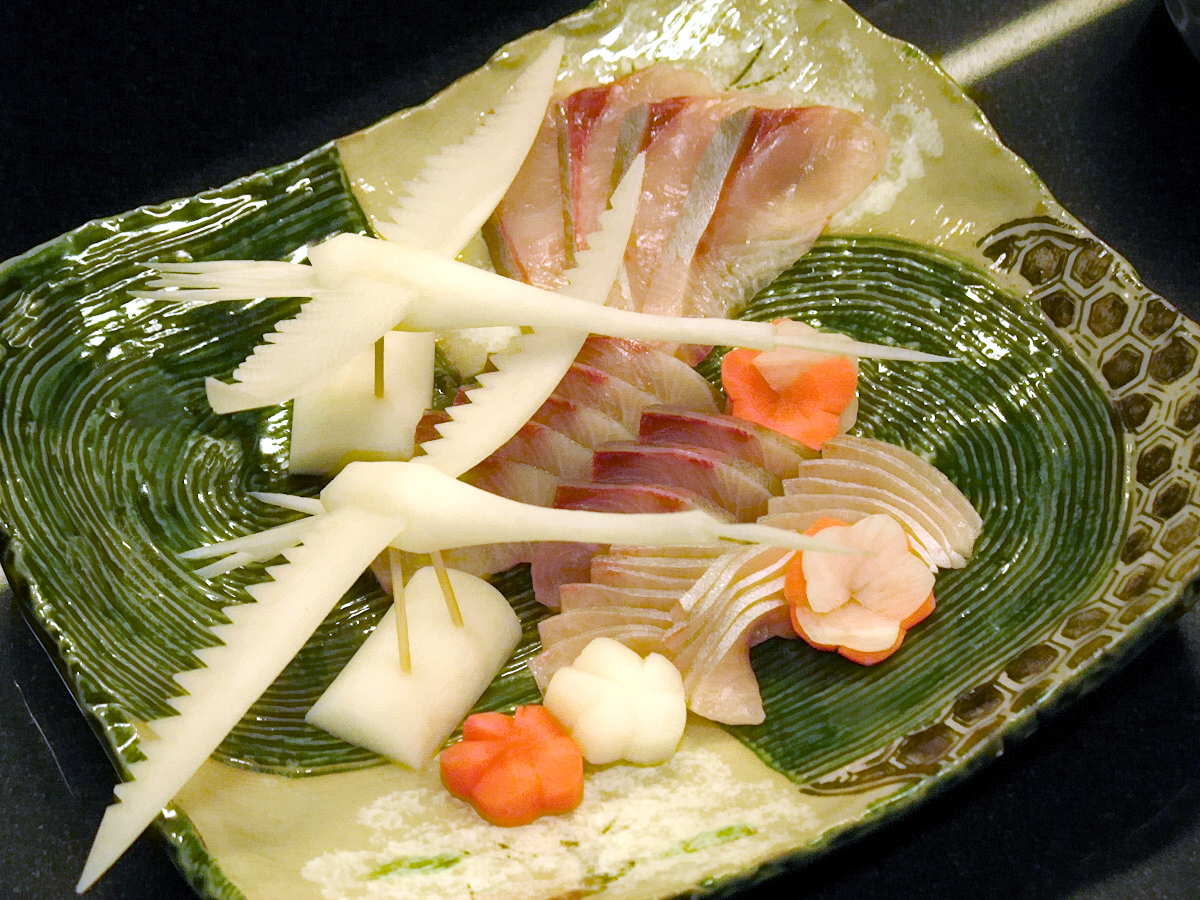
Sashimi-Auswahl auf einer Servierplatte

Eine Platte (auch: Servierteller, Servierplatte) ist eine flache, einem Teller ähnliche Unterlage aus Porzellan, Metall, Glas o. ä. von verschiedener Größe und Form zum Servieren von Speisen. 
Primärer Zweck der Servierplatten ist die Präsentation und Vorlage von festen Speisen, meist für mehrere Personen, die sich von der Platte bedienen oder davon bedient werden. 
Für verschiedene Speisen existieren diverse Formen. im Vergleich zu einem typischen Essteller sind sie in der Regel größer haben oft einen schmaleren Rand. 